# Ami Perrin
Ami Perrin (... – 1561) è stato uno dei principali oppositori di Giovanni Calvino e rappresentante del libertinismo.

## Biografia
Era capitano combattente per l'indipendenza di Ginevra contro i Savoia, fu poi sindaco e capo di un partito che venne bandito dai calvinisti con l'accusa di aver tentato un colpo di Stato, successivamente morì in esilio.
A Ginevra è il padrino di battesimo della figlia dell'editore riformato Guillaume Guéroult, con cui Perrin stringe una forte amicizia.
La sua fazione, raggruppante alcune delle famiglie più potenti ed antiche della città deluse dalle riforme calviniste, venne definita da Calvino libertina perché contraria agli eccessi del rigorismo calvinista.